# Elemental (Hip-Hop-Gruppe)
Elemental ist eine Hip-Hop-Gruppe aus Zagreb, die im Jahre 1998 entstanden ist.
Die Band verzichtet auf die Hip-Hop-Methode mit einem Mikrofon und zwei Plattendecks. Die Instrumentalisten sind ein wichtiger Teil der Gruppe.

## Mitglieder
Die Bandmitglieder sind 2007: Mirela Priselac – Remi (MC, Vokal), Luka Tralić – Shot (MC, Vokal), Marijo Bilić – Bile (Bassist), Erol Zejnilović (Gitarre), Ivan Vodopijec – John (Schlagzeug), Davor Zanoški – Zane (Synthesizer).

## Alben
2000 Moj, njegov i njen svijet (Meine, seine und ihre Welt)
2002 Tempo velegrada / Demiurg (Das Tempo der Großstadt/Der Schöpfer)
2004 Male stvari (Die kleinen Dinge)
Das erste Album Moj, njegov i njen svijet wurde 2000 veröffentlicht und außer in kleineren Hip-Hop-Kreisen nicht bemerkt, weil die Plattenfirma nicht genug Werbung machte. 2002 haben sie eine neue Plattenfirma und das zweite Album Tempo velegrada/ Demiurg auf den Markt gebracht. 2004 erlebten sie den kommerziellen Durchbruch mit dem dritten Album Male stvari.
Die Musik wird von allen komponiert, und die Texte von Remi und Shot selbst geschrieben.

## Konzerte
Seit 2005 hatten sie mehr als 100 Konzerte in verschiedenen Staaten und Städten, von  Skopje, Mazedonien, über das Exit Festival in Novi Sad, Serbien und Mostar, Sarajevo, Tuzla usw. in Bosnien und Herzegowina, bis zu Novo mesto und Ljubljana, Slowenien. Sie gingen auch auf Tournee durch ganz Kroatien, von Osijek, Zagreb, Pula, bis Split und Dubrovnik.